# Кастель-Кастанья
Кастель-Кастанья (італ. Castel Castagna) — муніципалітет в Італії, у регіоні Абруццо,  провінція Терамо.
Кастель-Кастанья розташований на відстані близько 125 км на північний схід від Рима, 34 км на північний схід від Л'Аквіли, 13 км на південь від Терамо.
Населення — 504 особи (2014).
Щорічний фестиваль відбувається 29 червня. Покровитель — святий Петро Martire.

## Демографія
Населення за роками:

Станом на 1 січня 2023 року в муніципалітеті офіційно проживали 22 іноземці з 10 країн, серед них 8 громадян країн Євросоюзу.

## Сусідні муніципалітети
- Башано
- Бізенті
- Кастеллі
- Черміньяно
- Колледара
- Ізола-дель-Гран-Сассо-д'Італія
- Пенна-Сант'Андреа